# 홍콩 인터내셔널 테마파크
홍콩 인터내셔널 테마파크(영어: Hong Kong International Theme Parks, 중국어: 香港國際主題樂園有限公司)는 홍콩 디즈니랜드와 그 주변의 호텔 등으로 구성된 홍콩 디즈니랜드를 운영하는 회사이다. 회사 주식은 월트 디즈니 컴퍼니와 홍콩이 소유하고있다. 1999년 11월 설립되었다.